# Stenocephalemys sokolovi
Stenocephalemys sokolovi — вид гризунів родини мишевих (Muridae). Ареал: Ефіопія.

## Морфологічна характеристика
Це гризун середнього розміру з довжиною голови й тулуба від 129 до 154 мм, довжиною хвоста від 114 до 161 мм, довжиною лап від 23,7 до 31,4 мм і довжиною вух від 20 до 27,5 мм. Спинна частина сірувато-бура, а черевна жовтувато-сіра, з сірими основами волосків. Вуса чорнуваті. Лінія поділу з боків чітка. Задня частина ніг білувата. Вуха чорнуваті. Хвіст трохи коротший за голову й тулуб, чорнуватий зверху і білуватий знизу.

## Поведінка
Це наземний вид.

## Середовище проживання
Цей вид широко розповсюджений на високогір'ї центральної Ефіопії. Мешкає на луках, де переважає Festuca macrophylla.